# Zamek w Giżycku
Zamek w Giżycku – zbudowany w 2. połowie XIV wieku na przesmyku pomiędzy jeziorami Niegocin i Kisajno, nad brzegiem Kanału Giżyckiego. Mieści się przy ulicy Stanisława Moniuszki. Obecnie użytkowany jako jeden z budynków hotelu St. Bruno.

## Historia
Murowany zamek został zbudowany przez zakon krzyżacki przypuszczalnie około lat 1377-1380. Drewniana warownia krzyżacka istniała już jednak w Giżycku wcześniej, na co wskazuje wzmianka z 1340 roku o rezydującym tu prokuratorze krzyżackim pełniącym rolę sądowniczą, dowódczą i administracyjną. Prokurator krzyżacki kontrolował ze swojej siedziby północne tereny Galindii. Nie jest jednak pewne, czy zamek istniał wtedy w obecnym miejscu i być może poprzednia drewniana warowania funkcjonowała na Pięknej Górze, którą określono później m.in. jako Stary Lec, Stari Zamek lub Alt-Lötzischen Schanze. W 1361 krzyżacką warownię w Giżycku zniszczyli Litwini pod wodzą Kiejstuta, jednak nie wiadomo czy dotyczyło to fortyfikacji w miejscu obecnego zamku czy na Pięknej Górze. Następnie przez kilkadziesiąt lat zamek nie jest wzmiankowana, aż do roku 1400. Wtedy istniał już gotycki budynek w miejscu dzisiejszego zamku. Był to niewielki obiekt na terenie komturstwa z siedzibą w Pokarminie, który nie odznaczał się dużymi walorami obronnymi i był podobny do zamku w Bezławkach. W czasie wojny trzynastoletniej pomiędzy Królestwem Polskim i Zakonem Krzyżackim okoliczna ludność spaliła zamek w 1455 roku. Zniszczenia były tak duże, że kolejny prokurator krzyżacki był wzmiankowany dopiero w 1497 roku. Przy zamku istniała osada, dla której w 1475 roku odnowiono przywilej wsi jako "Nowa Wieś Leczen". W latach 1507–1508 załoga zamku składała się z 15 osób (bracia i służba). Od 1513 roku zamek przeszedł w ręce zarządców świeckich. W 1520 roku podczas wojny polsko-krzyżackiej załoga krzyżacka podpaliła zamek i go porzuciła. W 1560 na polecenie starosty Lehndorffa zamek został przebudowany pod kierunkiem Christopha Römera z Królewca. Wtedy też przypuszczalnie powstał istniejący obecnie renesansowy szczyt. W 1614 zamek został przebudowany na książęcy dwór myśliwski, co poświadczała tablica z inskrypcją i datą umieszczona nad wejściem. W późniejszym okresie dobudowano do zamku dwa niewielkie barokowe skrzydła, które spłonęły w 1749 roku i zostały rozebrane. W 1852 zamek kupiło wojsko i po adaptacji obiekt został przeznaczony na mieszkania dla komendantów pobliskiej Twierdzy Boyen.
Po 1945 roku zamek był opuszczony. Po badaniach archeologicznych w 1969 roku i remoncie w latach 60. XX wieku na zamku mieścił się hotel. W dniu 24 maja 1979 roku obiekt został wpisany do rejestru zabytków. W 2000 roku na zamku prowadzono badania archeologiczne pod kierunkiem dr. Marka Guli. W 2007 roku uszkodzeniu uległa jedna ze ścian. W latach 2009–2011 zamek został odbudowany ze wsparciem dotacji z Unii Europejskiej z przeznaczeniem na hotel.

## Architektura
Z dawnego zamku zachował się jedynie dwupiętrowy budynek o wymiarach 14,5 x 22 m. Gmach ozdobiony jest późnorenesansowymi szczytami z XVI wieku. Pod budynkiem zachowały się trzy piwnice, z czego dwie są sklepione kolebkowo. Naroża budynku wsparte są szkarpami. Od strony Jeziora Niegocin znajdowało się podzamcze. Znajdujące się w pobliżu stylizowane ceglane budynki są współczesne i zostały ukończone w 2011 roku.

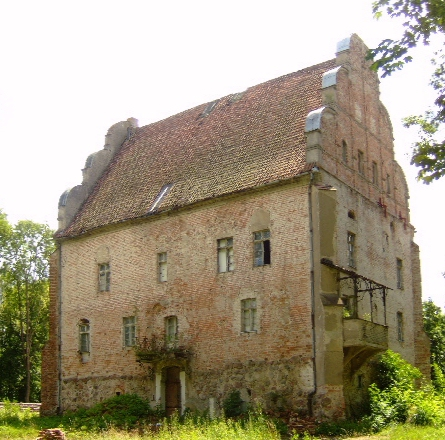
Zamek w 2008 przed remontem
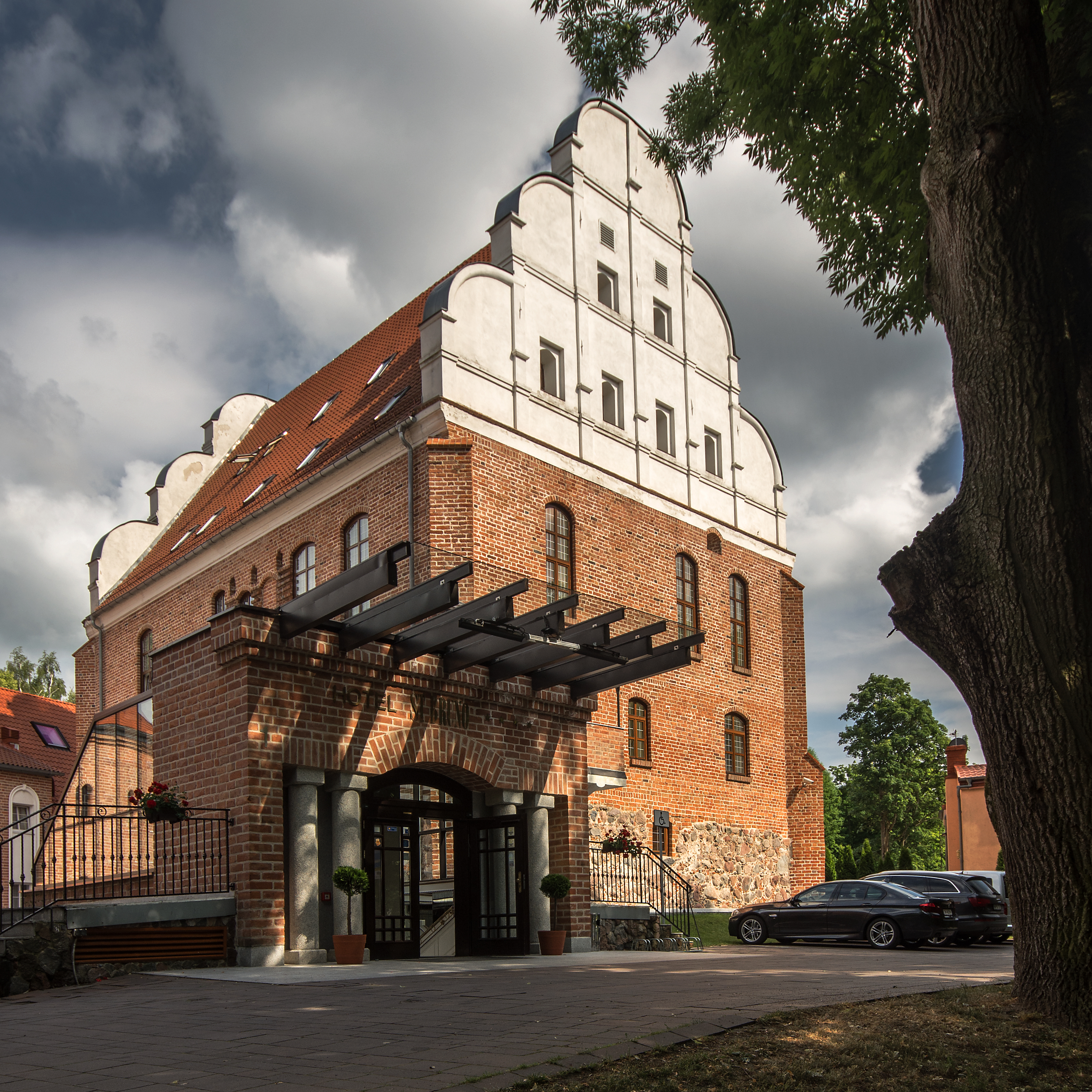
Zamek po remoncie
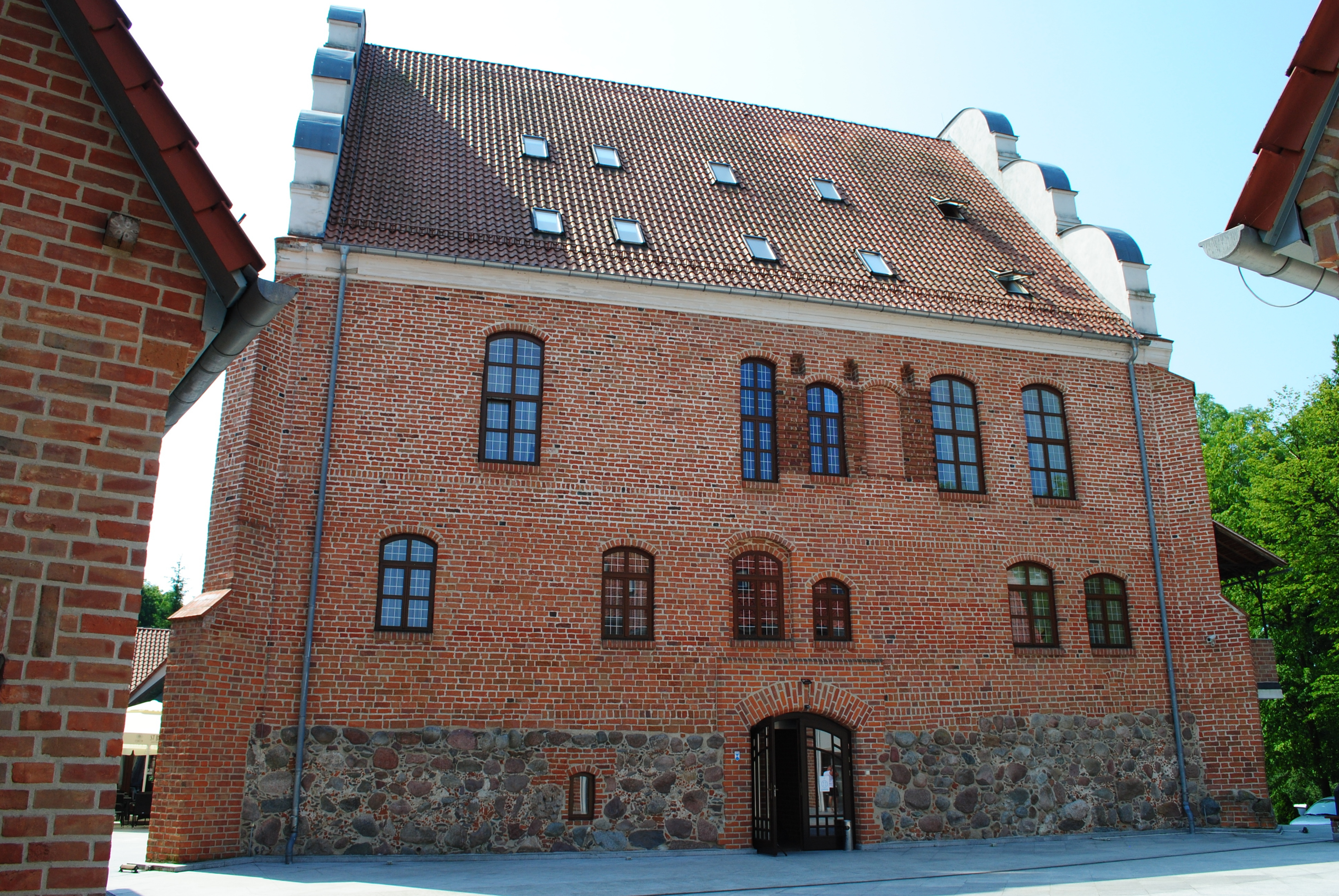
Zamek w 2021 po remoncie
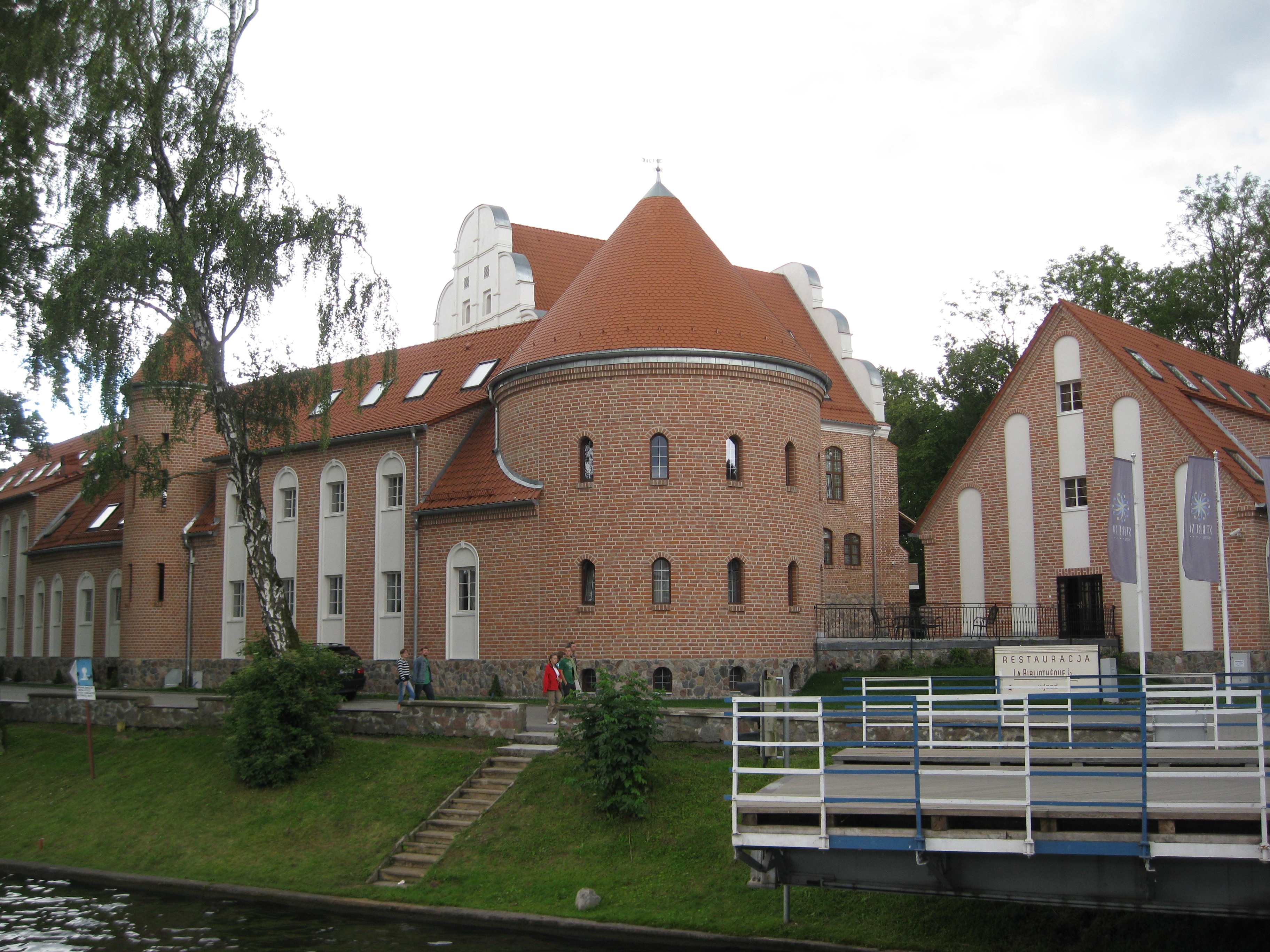
Nowe skrzydła hotelowe przy zamku ze stylizowaną basztą narożną
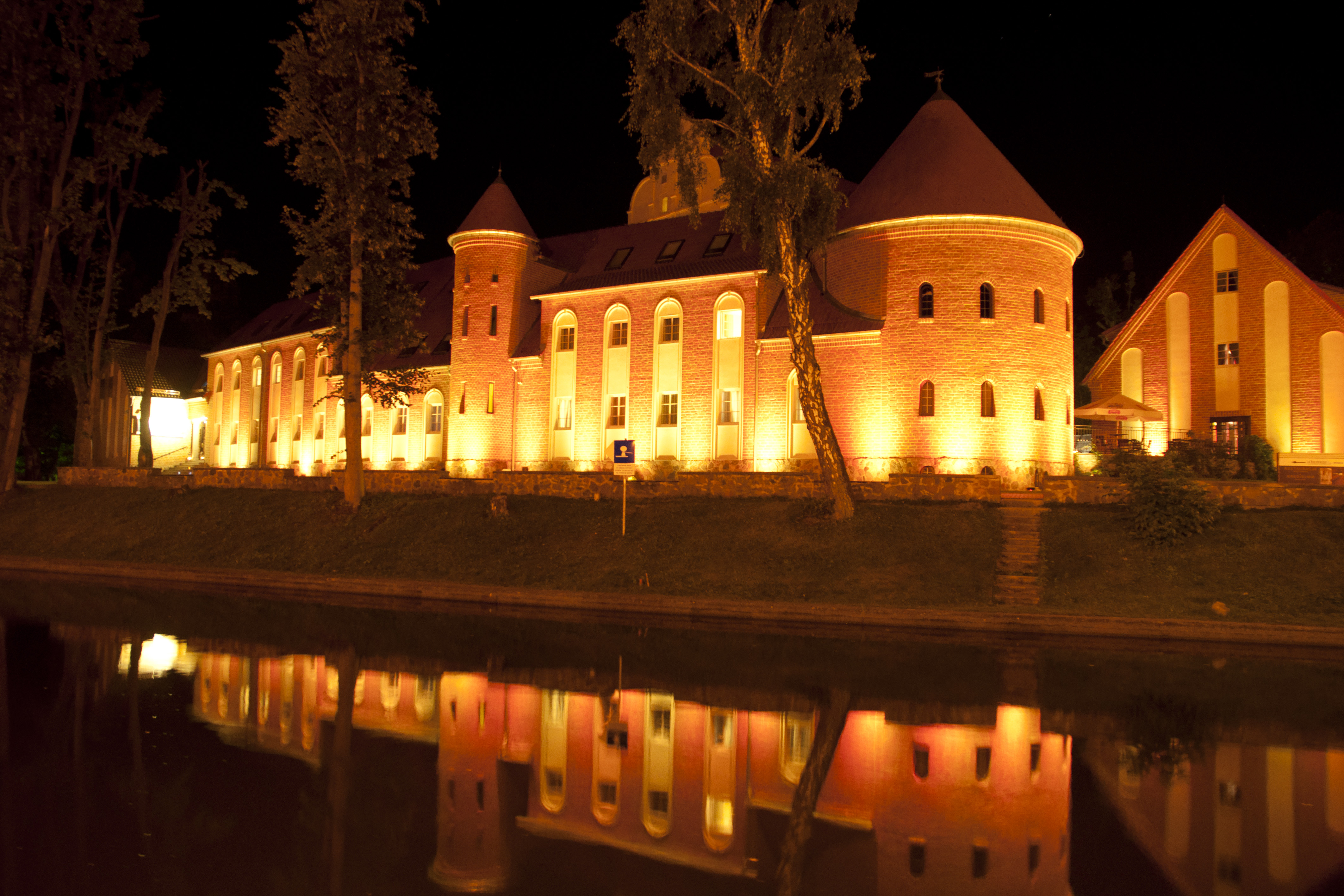
Hotel w nocy
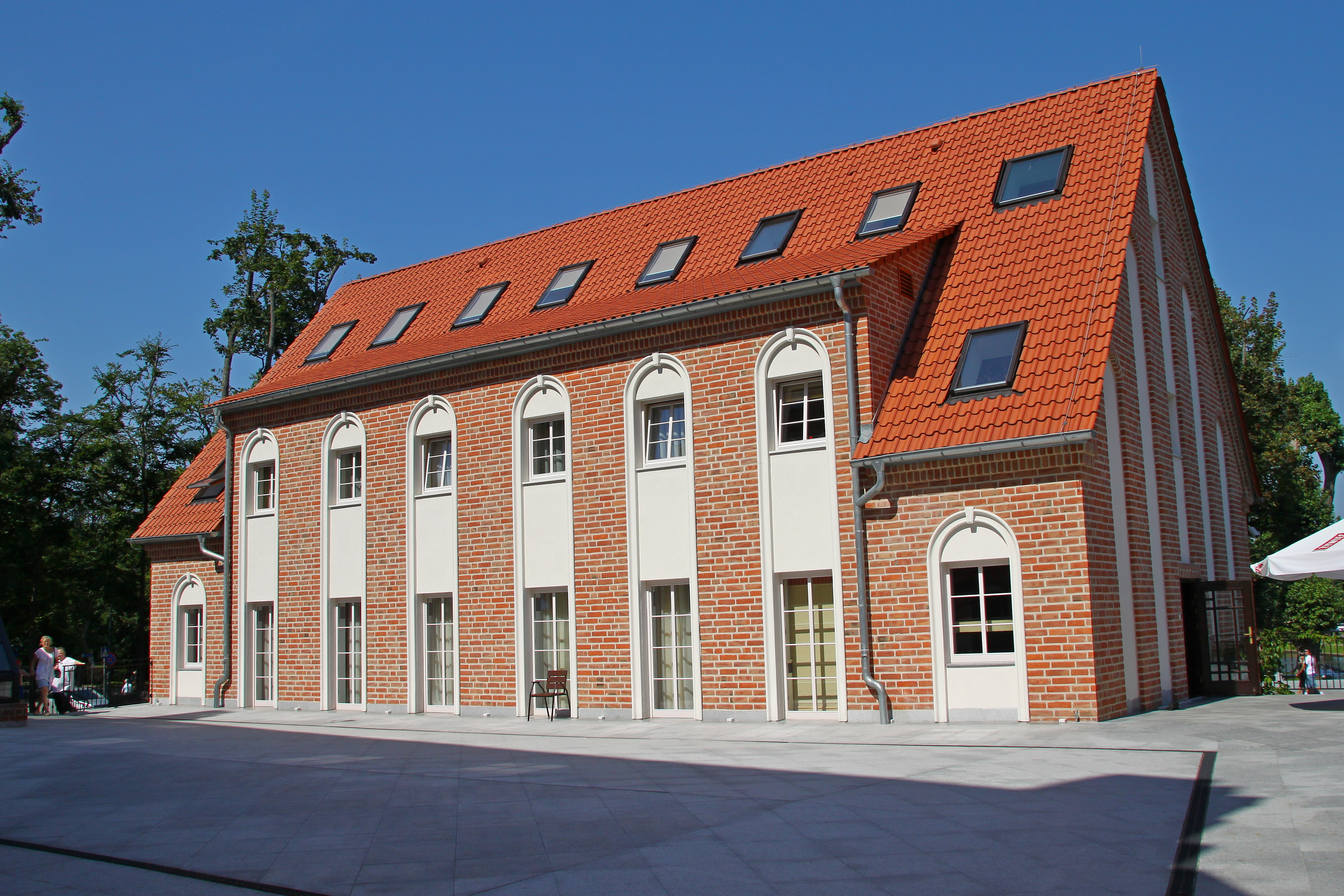
Nowy budynek hotelowy na podzamczu